# Альдрованди Гатти, Клелия
Клелия Альдрованди Гатти (итал. Clelia Aldrovandi Gatti; 30 мая 1901, Мантуя — 12 марта 1989, Рим) — итальянская арфистка . Жена музыковеда Гвидо Гатти.
Родилась в семье музыкантов, начала заниматься на арфе в девять лет. Училась в Туринском музыкальном лицее у Каролины Бетти-Навоне. В 1920-е гг. играла в оркестре Туринской оперы, много выступала вместе с Туринским двойным квинтетом. В 1930-40-х гг. много выступала как солистка. Оставила ряд записей, в том числе Концерт для флейты и арфы с оркестром Вольфганга Амадея Моцарта (вместе с Северино Гаццеллони)
Для Альдрованди написаны Соната для арфы Пауля Хиндемита (1939), Соната для флейты и арфы (1937) и Концерт для арфы с оркестром (1947) Нино Рота, Соната для арфы Луиджи Перракьо (1938), Соната для арфы Альфредо Казеллы (1943), а также произведения Гоффредо Петрасси, Ильдебрандо Пиццетти и других композиторов. Сделала транскрипции для арфы лютневой музыки, а также произведений Д. Скарлатти, Г. Ф. Телемана, И. С. Баха, Иоганна Маттезона. Среди её учеников, в частности, Елена Дзанибони.